# Station Trofors
Station Trofors  is een spoorwegstation in Trofors in fylke Nordland in Noorwegen. Het station dateert uit 1940 en ligt aan Nordlandsbanen. Er stoppen dagelijks drie treinen in beide richtingen in Trofors.